# Мошковский, Мойше
Мойжеш (Мойше) Вольф Мошковский (пол. Mojżesz Wolf Moszkowski; 1826, Дзялошице, Российская империя — 30 сентября 1904, Варшава) — польский библиотекарь еврейского происхождения, многолетний директор Центральной иудейской библиотеки в Варшаве.

## Биография
Мойше Мошковский родился в 1826 году в городе Дзялошице. Получил религиозное образование. В 1870 году Мойше Мошковский переехал в Варшаву, где стал сотрудничать с Исааком Цилковым, Игнацы Бернштейном и Зиновием Слонимским в создании иудейской библиотеки при Большой варшавской синагоге.
В 1881 году Мойше Мошковский был выбран директором Центральной иудейской библиотеки.
Умер 30 сентября 1904 года и был похоронен на еврейском кладбище в Варшаве.

## Источник
- Jan Jagielski: Przewodnik po cmentarzu żydowskim w Warszawie przy ul. Okopowej 49/51. Z. 1, Kwatery przy Alei Głównej. Warszawa: Towarzystwo Opieki nad Zabytkami. Społeczny Komitet Opieki nad Cmentarzami i Zabytkami Kultury Żydowskiej w Polsce, 1996, s. 54-55. ISBN 83-906629-6-5.